# باکرانی
بکرانی (به انگلیسی: Bakrani) یک منطقهٔ مسکونی در پاکستان است که در ایالت سند واقع شده‌است. بکرانی ~۲۰٬۰۰۰ نفر جمعیت دارد.